# 道上村 (広島県)
道上村（みちのうえむら）は、広島県深安郡にあった村。現在の福山市の一部にあたる。

## 地理
神辺平野（福山平野）の中央部に位置していた。

## 歴史
- 1889年（明治22年）4月1日、町村制の施行により、安那郡道上村、十九軒屋村、十三軒屋村が合併して村制施行し、道上村が発足[1][2]。旧村名を継承した道上、十九軒屋、十三軒屋の3大字を編成[2]。
- 1898年（明治31年）10月1日、郡の統合により深安郡に所属[1][2]。
- 1947年（昭和22年）道上郵便局開設[2]。
- 1954年（昭和29年）3月31日、深安郡神辺町、竹尋村、中条村、御野村、湯田村と合併し、神辺町が存続して廃止された[1][2]。

### 地名の由来
かつて山陽道が通り、その道の上に位置していたため。

## 産業
- 農業、畜産、綿織物[2]

## 交通

### 鉄道
- 1914年（大正3年）両備軽便鉄道（現福塩線）福山～府中間開通し、大字道上に道上駅開設[2]。

## 教育
- 1891年（明治24年）道上尋常小学校開校[2]。1912年（明治45年）道上尋常高等小学校に改称[2]。
- 1949年（昭和24年）神辺中学校道上分校開校[2]。1950年（昭和25年）神辺中学校に統合[2]。